# Jacques de La Ferté
Pour les personnes ayant le même patronyme, voir La Ferté (homonymie).
Jacques de La Ferté (1580-18 septembre 1651) était abbé de l'abbaye de La Madeleine, à Châteaudun (Perche, France) de 1624 jusqu'à sa mort. Le 5 septembre 1630, il devint l'un des membres de la Compagnie de la Nouvelle-France, dite Compagnie des Cent-Associés. En Nouvelle-France, il reçut le 15 janvier 1636 une vaste seigneurie de 50 km par 100 km le long du fleuve Saint-Laurent, connue sous le nom de seigneurie de La Madeleine, à l'est de Trois-Rivières. Elle s'étendait de la rivière Saint-Maurice jusqu'à la rivière La Chevrotière, à Deschambault, et remontait jusqu'à la rivière Mattawin.

## En Nouvelle-France
Sur sa seigneurie de La Madeleine, l'abbé de La Ferté concéda les seigneuries suivantes : seigneurie de Batiscan (1639), fief de l'Arbre-à-la-Croix (1644), fief des Prairies-Marsolet 1644), fief Leneuf (1646), fief de Neuville (1646) et seigneurie du Cap-de-la-Madeleine (1651). 
En Nouvelle-France, l'abbé avait aussi une prairie près de Montréal, appelée Prairie de la Madeleine, qui fut donnée aux Jésuites où ils établirent la Mission de Saint-François-Xavier des Prés. (Mission: 179)

## En France
Début XVIIe siècle : Il fut nommé prieur commendataire du prieuré des Deux-Amants. (Mémoires : 418)
1617 : « Au bout de plusieurs années de luttes pénibles avec les religieux, il proposa aux jésuites de résigner son prieuré en leur faveur moyennant 5 600 liv. de rente viagère (1617). Cependant, l'union ne put être conclue qu'après de longues tergiversations, et plus d'une fois les Jésuites eurent lieu de se plaindre de l'esprit irrésolu du prieur, et se trouvèrent dans l'embarras pour lui payer une pension qui dépassait le bénéfice qu'ils retiraient de sa donation. À sa mort, en 1651, ils eurent un procès avec son exécuteur testamentaire et avec les génovefains, dont ils eurent le tort de vouloir empêcher l'œuvre de réforme. » (Mémoires : 418 / Recherches : 67-68)
1623 : Il devient l'abbé de l'abbaye royale de Sainte-Coulombe. Il « prit possession, par procureur, après la mort de Robert de la Ménardière, qui avait résilié en sa faveur. Sous son administration, les moines de Sainte-Coulombe entourent leur propriété de Cuy de murs, tours et fossés existant encore en partie aujourd'hui. Craignant les dépenses auxquelles l'obligeaient les réparations du monastère, il permuta avec Mathurin Mangot, qui devint après lui abbé de Sainte-Coulombe [en 1630]. (Histoire de l'abbaye : 287)
1624 : « Quoique l'abbé Jacques de la Ferté ne fût que commendataire de l'abbaye de la Madeleine, comme il habitait assez souvent sa maison paternelle, paroisse de Saint-Lubin de Châteaudun, il souhaitait avec le plus grand zèle de voir le bon ordre et l'édification régner dans son abbaye, et c'est ce qui y manquait dans ce temps. » (Histoire du comté : 347, voir la suite)
1625 : Il hérite du canonicat de son frère René, à la Sainte-Chapelle de Paris (Martin : 87)
1632 : Bail des dîmes de grains et vins de la paroisse de Saint-Thomas-lès-Vendôme, moyennant 40 liv. et une douzaine de paires de gants à usage d'homme cousus de soie. (Registre : 271)
1634 : Il appelle les chanoines de la congrégation de France ou de Sainte-Geneviève, en vertu d'un arrêt du Conseil, « à remplacer les anciens chanoines, trop oublieux, à tous égards, des règles qui leur étaient imposées. Cette réforme fut heureuse. Les chanoines ne firent plus parler d'eux que par leurs vertus. » (Mémoires : 418)
1638 : Procuration à Jean Parvis, pour exercer ses droits en l'église de Saint-André. (Registre : 283, suite en latin)
1639 : Il introduit dans l'abbaye de la Madeleine des chanoines de la congrégation de France ou de Sainte-Geneviève. (Bulletin : 154)
1644, 30 janvier : Il fait prêter serment à Louis-Roger Dansse et lui donna l'osculum pacis. (Sainte-Chapelle :18)
1648 : Il cède aux religieux de l'abbaye de la Madeleine des logis et bâtiments du pressoir. (Registre : 297)
1649 : Il nomme Claude Daguet comme receveur du revenu de l'abbaye de la Madeleine. Sa signature y apparaît. (Registre : 298)
1649 : Il acquiert le lieu des Granges, paroisse de Thiville, de Jeanne Loyseau, épouse de Charles de Tarragon, seigneur de Juvrainville. (Registre : 300)
1650 : Il donne aux religieuses de la congrégation de Notre-Dame d'un lieu appelé la Bouardière, paroisse d'Autheuil. (Inventaire : 444) Elles venaient d'être autorisée par l'évêque à s'établir dans la ville. (Inventaire : xiii)
1651 (août-septembre) : « Testament de Jacques de la Ferté, abbé de la Madeleine, élisant sa sépulture au chœur de l'église de la Madeleine du côté de la chapelle des Anges, et voulant "qu'il soit mis au lieu de sa sépulture une tombe plate de pierre dure, sur laquelle sera gravé et inscript sa figure, nom, quallitez et armes avec crosse et mitre, et autour de ladicte tombe sera aussi inscript que c'est ledict testateur qui par la grâce de Dieu a establi la sainte réforme en ladicte abbaye." Ledit testateur, entre autres legs, fait les suivants : "au noviciat des Pères Jésuites du faulxbourg Saint-Germain, 3 000 livres sur le revenu de son prieuré des Deux-Amants; aussi 3 000 livres au collège des Jésuistes de Paris; aux Jésuistes de la résidence de Québec au Canada une des parts à luy appartenant dans la Compagnye de la Nouvelle-France, etc." » (Registre : 308)
1651 : Les jésuites « eurent un procès avec son exécuteur testamentaire et avec les Génovefains, dont ils eurent le tort de vouloir empêcher l'œuvre de réforme. » (Mémoires : 418)
Vers 1662 : Poème Castellodunum par Raoul Boutrays, sur la Madeleine et l'abbé Jacques de la Ferté. (Bulletin : 146)

## Mausolée
Lucien Merlet signale l'existence d'un mausolée avec épitaphe, dans l'église, à côté de l'autel du chœur. Il n'existe peut-être plus puisqu'il n'en est plus question dans les ouvrages qui traitent de l'église de La Madeleine. Existe-il des photographies de ce mausolée et cette épitaphe ?
Texte de l'épitaphe : 
+ D.O.M 
HIC JACET REVERENDUS IN CHRISTO DOMINUS JACOBUS DE LA FERTE, HUJUS LOCI ABBAS, NECNON SANCTE CAPELLE PARISIENSIS PRECENTOR, QUI IN HOC COENOBIUM REGULARES CANONICOS SANCTI AUGUSTINI CONGREGATIONIS GALLICANE, OBSERVANTLE STRICTIONIS, ANNO 1634, INTRODUCENDOS CURAVIT. HIC INHUMATUS OBIIT ANNO 1651, DIE 17 SEPTEMBRIS. OUT SIT IN PACE LOCUS EJUS, PRO EO DOMINUM DEPRECARE.